# Елізабет Енн Шерідан
Елізабет Енн Шерідан (англ. Elizabeth Ann Sheridan, уроджена Лінлі, англ. Linley; 7 вересня 1754 — 28 червня 1792) — друга дочка (і друга дитина з дванадцяти) композитора Томаса Лінлі і його дружини Мері Джонсон, яка сама згодом стала дружиною драматурга Річарда Брінслі Шерідана.

## Життя

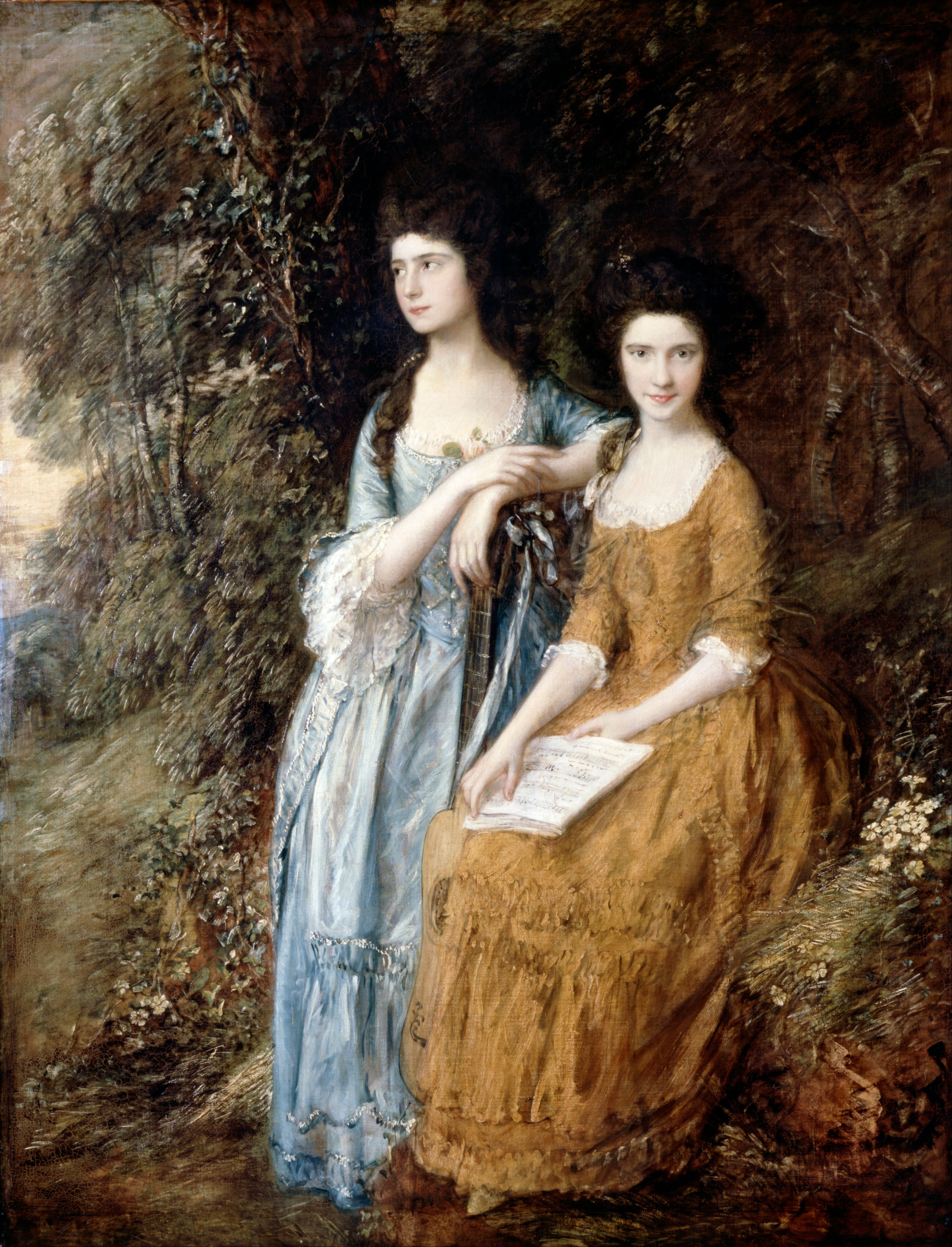
«Сестри Лінлі», Томас Гейнсборо, Картинна галерея Далвіча — Елізабет (ліворуч, стоїть) у віці 18 років зі своєю сестрою Мері

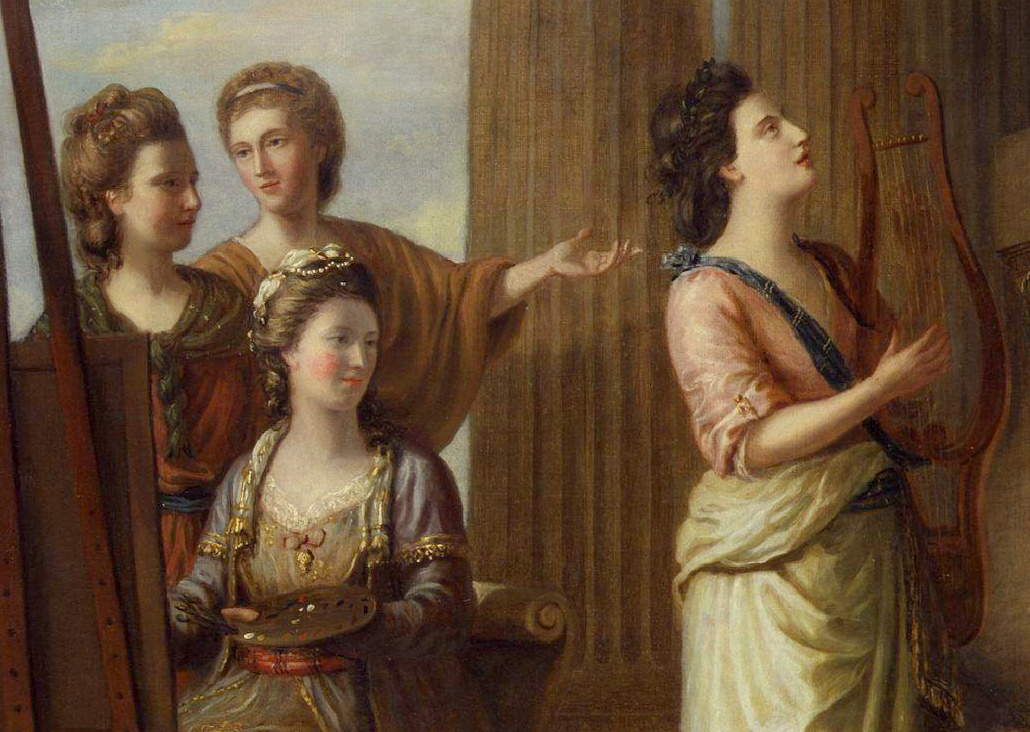
Лінлі (праворуч, з лірою) разом з іншими «синіми панчохами»

Вважалося, що з 7 дітей Лінлі, що вибрали музичну кар'єру, Елізабет володіла найбільшим талантом і красою. Батько навчав її з раннього дитинства, і вже 31 січня 1767 у віці 12 років вона разом зі своїм братом вперше виступила на сцені Королівського театру Ковент-Гарден в The Fairy Favour. У травні Елізабет співала, а Томас грав на скрипці на концерті в Баті. Її популярність росла, і всі лондонські концертні холи були відкриті перед нею. Незважаючи на це, батько змусив її пообіцяти, що вона вийде заміж за 60-річного Уолтера Лонга. Це змусило б її відмовитися від театральної кар'єри і принесло б в сім'ю Лінлі багатство. 26 червня 1771 в театрі Хеймаркет вийшла нова комедія Дівчина з Бата, яка вивела історію їх заручин на сцену.
Елізабет отримувала багато пропозицій руки і серця, і 18 березня 1772 вона разом з Річардом Шериданом втекла до Франції. Так як вони обидва були неповнолітніми, шлюб вважався недійсним, поки батько Елізабет нарешті офіційно не визнав його 13 квітня 1772 в Марілебон.
Елізабет дуже страждала через слабке здоров'я, але, урешті-решт, змогла народити сина Тома (1775—1819). Вона померла від туберкульозу в Брістолі в 1792 році у віці 38 років.